# 大塚貢
大塚 貢（おおつか みつぐ、1850年1月18日（嘉永2年12月6日） - 没年不詳）は、明治期の大蔵・内務官僚。官選茨城県知事（未赴任）。旧姓・池上。

## 経歴
肥後国熊本で熊本藩士・池上貞雄の三男として生まれ、大塚郁太郎の養子となる。
明治5年（1872年）、白川県十五等出仕に任官。以後、福岡県第三課長、山口県収税長、東京府収税長などを歴任。1896年11月1日、司税官・東京税務管理局長（初代）に就任。その後、名古屋税務管理局長を経て、1898年11月28日、内務省に転じ北海道庁事務官・内務部長に就任。1905年4月19日、北海道庁官制の改正に伴い、内務部長が第一部長に改称された。
上司の園田安賢長官と関係を深め、園田と進退を共にして同時に辞表を提出。1906年12月20日、茨城県知事に発令されたが、辞意が固く再び辞表を提出し、1907年1月11日に依願免本官となり退官した。その後、実業界に転じた。

## 栄典
- 1906年（明治39年）4月1日 - 旭日中綬章[8]

## 家族・親族
- 四女：石田京（内務官僚・石田馨の妻）[9]
- 孫：石田雄（東京大学名誉教授）
- 曽孫：石田浩（東京大学名誉教授）、石田憲（千葉大学教授）